# Syuichi Nakano
Pour les articles homonymes, voir Nakano (homonymie).
Syuichi Nakano (中野 主一, Nakano Shuichi), né le 11 septembre 1947, est un astronome amateur japonais, spécialiste de l'étude des comètes, en particulier du calcul de leurs orbites ainsi que des prédictions relativement au retour des comètes périodiques à leur périhélie. Il est beaucoup plus difficile de prédire les orbites des comètes que celles d'autres types d'objets du système solaire car leurs orbites sont susceptibles d'être affectées non seulement par les perturbations des planètes elles-mêmes mais aussi par des forces non-gravitationnelles dues à la libération de matière gazeuse sous la forme de coma et de la queue d'une comète.
Il publie les Nakano Notes sur l'observation des comètes et des éphémérides.
Il est lauréat en 2001 du Amateur Achievement Award de l'Astronomical Society of the Pacific. L'astéroïde (3431) Nakano porte son nom et (3983) Sakiko celui de sa sœur.
(1026) Ingrid a été de nouveau identifié en 1986 par Syuichi Nakano ce qui a mis un terme à son statut d'astéroïde perdu. (3568) ASCII est un autre astéroïde depuis longtemps perdu dont la redécouverte est due à Nakano.

## Source de la traduction
- (en) Cet article est partiellement ou en totalité issu de l’article de Wikipédia en anglais intitulé « Syuichi Nakano » (voir la liste des auteurs).